# 吉岡秀隆
吉岡 秀隆（よしおか ひでたか、1970年〈昭和45年〉8月12日 - ）は、日本の俳優・ミュージシャン・ナレーター。埼玉県蕨市出身。所属事務所はOffice Bow!。

## 経歴
4歳の頃、人見知りを治す目的で両親の勧めで劇団若草に入団し、5歳の頃にテレビ時代劇『大江戸捜査網』で子役としてデビュー。当時、吉岡 ひでたかの芸名で、子供向けの歌をいくつか吹き込んでいる。1976年に「山口さんちのツトム君」人気を受けて制作されたアルバム『ユミちゃんの引越し・山口さんちのツトム君 みなみらんぼうのこどものうた』の中で「山口さんちのツトム君」を歌っている。
1977年、野村芳太郎監督の『八つ墓村』で主人公・寺田辰弥の少年時代役を演じ、映画初出演。1980年公開の『遙かなる山の呼び声』の武志役のオーディションにて監督の山田洋次に見出された。これにより翌1981年公開の『男はつらいよ』シリーズ第27作『男はつらいよ 浪花の恋の寅次郎』から第50作まで寅次郎の甥・諏訪満男役でレギュラー出演し、代表作となる。『男はつらいよ ぼくの伯父さん』以降は、主演の渥美清が病気により派手な演技が難しくなったことに伴い、吉岡の登場シーンが増えたことから事実上の主役となった。
1981年より2002年まで、『北の国から』に黒板純役でレギュラー出演し、妹・螢役の中嶋朋子と共に名子役と云われ、こちらも代表作になった。
2003年、『Dr.コトー診療所』に主演して高視聴率を獲得。また、2005年からの映画『ALWAYS 三丁目の夕日』シリーズでも主演を務め、日本アカデミー賞で最優秀主演男優賞を受賞するなど高い評価を得た。
山田洋次監督作品への出演が多く常連である。黒澤明作品にも多く起用されている。
1994年に主演した、映画『ラストソング』では同名の劇中歌を作詞作曲。47万枚を売り上げるヒットとなり、オリコンでも最高7位を記録した。
体の線が細く繊細な演技が持ち味で、若い頃は思い悩む等身大の青年役を多く演じてきたが、近年は一見頼りなく見えるが博識で、冷静に人をなだめる役を演じることが多い。

## 私生活
2002年12月『北の国から2002遺言』で共演した女優の内田有紀と結婚。倉本聰がプロデュース『北の国から』の舞台・富良野市での挙式が話題になったが、2005年12月21日に離婚。内田との間に子どもはいなかった。

## 人物・交友関係
両親と3人姉弟（姉が2人）の末っ子として育つ。当時父は東宝舞台の大道具、母は舞台衣装のデザインを担当していた。自由の森学園高校を経て、亜細亜大学中退。
伯母(母の姉)は宝塚歌劇団女優の中澤澄恵。
人前で喋るのは苦手であるとして、TVのバラエティ番組やトーク番組にはめったに出演しないが、たまに出演するラジオ番組では、黒澤明監督との思い出話からバイクでの失敗談、スタジオジブリアニメが好きでロケ先にまでDVDを持って行った話まで、比較的プライベートな話題も語っている。

### 交友関係
- 尾崎豊の数少ない友人の1人であり、「オレのことを兄と思ってくれていいよ」と本人から言われるほどの仲だった。飲んでケンカして朝方のゴミ捨て場によく尾崎を捨てていたという[3]。今でも尾崎にもらったネックレスをプライベートでは常につけている。
- 『男はつらいよ』での共演者たちを慕っている。倍賞千恵子とは今でもつきあいが深く、特技のマッサージをよく頼まれるという。また、『ALWAYS 三丁目の夕日』で日本アカデミー賞最優秀主演男優賞を獲った際の受賞コメントで、「撮影現場に行きたくないなと思うとき、必ず僕の胸に笑顔で現われてくれる天国にいる渥美清さんにお礼を言いたいです。」と渥美清に感謝の言葉を述べている。

## 逸話

### 『男はつらいよ』
10代の頃は、映画『男はつらいよ』シリーズで演じていた諏訪満男という若者に内心ダサく感じていた。
『男はつらいよ』では、寅さん役の渥美清やさくら役の倍賞千恵子とのシーンで吉岡が上手く芝居できない時は、彼らが助け舟を出してくれた。渥美の場合は、台本の台詞や喋る間をとっさに変えて「満男、お前今こういうことを言いたいんだろう？」と言って、本来吉岡が言うべきことを代わりに言ってくれたという。
子役として初めて本シリーズに出演した際、渥美から「君はたぶん役者を一生やっていくよ」と予言された。この予言は当たり、本人はその後も内心辞めよう辞めようと思いながらも役者を続けている。

### 『北の国から』
本人曰く「僕は若い頃から生意気な所がある」とのこと。18歳の頃にドラマ『北の国から』で倉本聰からある回の脚本の感想を聞かれ、「つまんない」と答えたこともある。
『北の国から』の演出家・杉田成道について「僕が子供の頃は大嫌いだった」と回想している。当時の撮影現場では倉本など他のスタッフはOKを出すのに、杉田だけなかなか納得しなかった。何度もリテイクしたため撮影日が延び、学校の遠足も運動会も休む羽目になったのが嫌いだった理由である。しかし、反抗期を迎えた時に一番理解してくれたのが杉田だったことから、以後親しくなった。
2012年6月29日、『北の国から』ほかで共演した地井武男が心不全で死去。8月6日に営まれた『お別れの会』に田中邦衛、中嶋朋子らと参列し、田中が参列者を代表して祭壇に向けて「お礼の言葉」を述べる際には、介添え役を務めている。田中邦衛が死去した際には、「いつか、この日が来ることを心のどこかで覚悟しておりました。今は邦衛さんの笑顔しか思い浮かびません。自分の覚悟の小ささとあなたの大きな優しさに涙しかありません」とコメントをした。

### 黒澤明と『八月の狂詩曲』
大学に受かった時点で役者を引退するつもりだったため、この頃（当時の）所属事務所を辞めている。しかし、ほどなくして自宅に直接、黒澤明作品の『八月の狂詩曲』のオーディションの話が舞い込み、面接を受けることになった。
面接当日は他の参加者たちは皆スーツだったのに対し、本人はラフな格好で参加した。黒澤から服装を注意されそうになったが、彼の隣に座る娘で衣裳デザイン担当の黒澤和子がフォローを入れたことで事なきを得た。
また、面接には映画『優駿 ORACIÓN』で共演していたカメラマンの斎藤孝雄も同席しており、黒澤は彼に同作での吉岡の様子を尋ねた。斎藤が「いいですよ、彼は」と伝えると黒澤は「あっそー。分かった」と言うと、吉岡は何も質問されないままオーディションに合格した。
黒澤組での『八月の狂詩曲』の撮影では、「一つの映画を皆で作る。役者もその一部である」と感じた。このことから自身の撮影を終えた後も、スタッフに混じって照明運びをするなど裏方の作業を手伝った。また作中のアリが歩くシーンの撮影でスタッフたちが集まって相談していると、突然黒澤に呼ばれた。すると黒澤から「見てみろ。アリ一匹に大の大人がこんなに夢中になってんだぞ。映画作りって面白いだろう？」と言われた。

### 『ゴジラ-1.0』
長い俳優のキャリアの中で、『ゴジラ』シリーズをはじめとする怪獣映画に自分が出演の話は一度もなかったことから「ゴジラだけは遠い存在」だと思っていたと語っている。
そんな中でゴジラを倒すための作戦を考える「学者」という役柄のオファーを受けた際、役作りにゴジラの実物感をつかむために『西武園ゆうえんち』のゴジラ・ザ・ライドを体験してイメージを掴んだという。
山崎監督からは他のキャラクターと違いゴジラに対する好奇心のあるマッドサイエンティストの役柄と言われ、ゴジラに対して笑顔を見せるような表情や狂気じみた顔つきを求められたという。
また「男はつらいよ」で自分の祖父の役柄を演じた志村喬が初代作品で自分と同じ科学者的な立ち位置を演じたことから不思議な縁でつながっていると感じたという。

## エピソード
- 高校生の頃にバイクの免許を取得しているが、これは『北の国から』で共演した岩城滉一の影響[注 15]。高校時代は、夜学に通う友達もいたためどうしても遊ぶ時間帯が夜になり、彼らとバイクで走るようになった[1]。楽曲には中卒を匂わせるような表記があるものの、前述の通り高校は卒業している。

- 映画『遥かなる山の呼び声』で共演した高倉健からは、「秀（ひで）」と呼ばれて以後気にかけられるようになり、たまに電話などを通して交流が続いた。1987年の『北の国から'87初恋』の放送日の夜、高倉から電話を通じてその演技を褒められた[注 16]。また、2002年9月に『北の国から』全シリーズが終了した際は、高倉から「秀、長い間よく頑張ったなぁ」と労われ、震えるほど嬉しかったという[1]。

- 映画『ラストソング』撮影の際、監督の杉田成道から「ギターを練習しろ」と言われた。練習した所、今度は「だったら曲を作れ」と言われ戸惑いながらも作った曲が、他の候補曲を退け主題歌、劇中歌として使われた。杉田は、「吉岡の歌がせつなくて心に響くいい歌なのを知っていたので、彼に作詞・作曲もしてもらいました」と語っている（「キネマ旬報」2005年11月下旬号より）。そこからシンガーソングライターの一歩を踏み出した。

- 映画『八月の狂詩曲』では、孫役の4人の中でただ一人鍵盤楽器を習ったことのない吉岡がオルガン演奏する役を担当。しかし、必死の練習の甲斐あって吹き替えなしでシューベルトの「野薔薇」を歌いながら弾くという場面を演じた。また『四日間の奇蹟』でも、監督の佐々部清の意向を受け、吹き替えなしのピアノ演奏シーンであった。ピアノソナタ第14番「月光」の第一楽章の半分以上を（楽譜を読むことを放棄して）丸暗記して演奏した。

- 映画『学校II』で養護学校の生徒を演じる際、中学時代の恩師に頼み三日間実際に養護学校に転入した。

- 『学校II』の撮影後、既に制作が決まっていた秋からの『男はつらいよ 寅次郎花遍路』の撮影に呼ばれると思っていたが旅行先のオーストラリアで渥美清の訃報を聞く。急遽帰国し、1996年8月13日に開かれた「寅さんとのお別れの会」に出席した。また、映画『虹をつかむ男』の劇中で『男はつらいよ』の映画を見るシーンの撮影中、渥美を思い出して感極まり、何度も泣いてしまいなかなかOKが出なかった。

- 映画『四日間の奇蹟』に出演した際には、ドラマ『北の国から』のイメージが強いことから原作で雪山のシーンだった部分を、映画では海辺に変更されている。監督曰く、雪山に吉岡がいると黒板純になってしまうからということらしいが、吉岡本人は「海辺ではコトーになってしまうと思う」と語っている。

- 第30回日本アカデミー賞、最優秀主演男優賞プレゼンター時、「日本映画のますますの発展と、そして、いつまでもいつまでも日本映画が人の心を照らし続ける光でありますように心よりお祈りいたします。」と日本映画への想いを述べている。

- 出演を決める際、軍服や水兵服を着る役（軍人・自衛隊員役等）を唯一NGにしている[注 17]。

## 出演
※太字は主要キャラ。

### テレビドラマ
- 大江戸捜査網 （東京12チャンネル / 三船プロ）
  - 第217話「邪魔者を殺せ!」（1975年11月15日） - けいいちろう 役
  - 第377話「罪なき必死の逃亡者」（1979年2月3日）
- 愛の償い（1976年7月 - 10月、TBS）
- 江戸の旋風Ⅲ（1977年4月 - 1978年4月、フジテレビ）
  - 第43話「春の大川端」
- ドラマ人間模様「絆」（1980年7月 - 8月、NHK総合）
- 北の国からシリーズ（フジテレビジョン） - 黒板純 役
  - 北の国から（1981年 - 1982年）
  - 北の国から'83 冬（1983年）
  - 北の国から'84 夏（1984年）
  - 北の国から'87 初恋（1987年）
  - 北の国から'89 帰郷（1989年）
  - 北の国から'92 巣立ち（1992年）
  - 北の国から'95 秘密（1995年）
  - 北の国から'98 時代（1998年）
  - 北の国から2002 遺言（2002年）
- くもりのちハーレー（1988年5月15日、TBS、東芝日曜劇場） - 田島亮 役
- 魔術はささやく（1990年4月3日、日本テレビ、火曜サスペンス劇場） - 日下守 役
- 1970 ぼくたちの青春（1991年6月21日、フジテレビ） - 主演・西脇誠 役
- 年末時代劇スペシャル「忠臣蔵 風の巻・雲の巻」（1991年12月13日、フジテレビ） - 赤穂浪士 矢頭右衛門七 役
- 旅立つ人と（1999年10月29日、フジテレビ、金曜エンタテイメント） - 松井照雄 役
- フジテレビ開局40周年記念番組「少年H」（1999年、フジテレビ） - 小林繁夫 役
- 喪服のランデヴー（2000年8月 - 9月、NHK総合、ドラマDモード） - 大柴総太 役
- Dr.コトー診療所シリーズ（フジテレビ） - 主演・五島健助 役
  - Dr.コトー診療所 （2003年7月 - 9月） - 第1シリーズ
  - Dr.コトー診療所 特別編（2004年1月） - 2夜連続放送 第1シリーズの総集編に新しく撮り下ろしたストーリーを加えた作品
  - Dr.コトー診療所 2004（2004年11月） - 2夜連続放送
  - Dr.コトー診療所 2006（2006年10月 - 12月） - 第2シリーズ
- 心の砕ける音〜運命の女〜（2005年2月20日、WOWOW、ドラマW） - 主演・永井耕介 役
- 死亡推定時刻（2006年9月9日、フジテレビ、土曜プレミアム） - 主演・川井倫明 役
- 2クール（2008年、日本テレビ）第7話 - 青木 役
- テレビ朝日開局50周年記念番組「警官の血」（2夜連続放送）（2009年2月7日・8日、テレビ朝日） - 主演・安城民雄 役
- シリーズ激動の昭和 「最後の赤紙配達人〜悲劇の召集令状64年目の真実〜」（2009年8月10日、TBS） - 主演・西邑仁平 役
- 大仏開眼（2010年4月3日・10日、NHK総合） - 主演・吉備真備 役
- 遺恨あり 明治十三年 最後の仇討（2011年2月26日、テレビ朝日） - 中江（判事） 役
- 連続ドラマW（WOWOW）
  - CO 移植コーディネーター（2011年3月 - 4月） - 主演・大野達郎 役
  - トクソウ（2014年5月 - 6月） - 主演・織田俊哉 役
  - コールドケース2 〜真実の扉〜 第4話（2018年11月3日） - 萩原敦志 役
  - 夜の道標 -ある容疑者を巡る記録-（2025年9月14日〈予定〉 - ） - 平良正太郎 役[7][8]
- NHK放送開始60年記念ドラマ「メイドインジャパン」（2013年1月 - 2月、NHK、土曜ドラマスペシャル） - 柿沼雄二 役
- 猫弁シリーズ（TBS、月曜ゴールデン） - 主演・百瀬太郎 役
  - 猫弁猫弁〜死体の身代金〜（2012年4月23日）
  - 猫弁と透明人間（2013年4月22日）
- フジテレビ開局55周年記念番組「若者たち2014」（2014年7月 - 9月、フジテレビ） - 新城正臣 役
- 流星ワゴン（2015年1月 - 3月、TBS） - 橋本義明 役
- 富士ファミリーシリーズ（NHK総合） - 日出男 役[9]
  - 富士ファミリー（2016年1月2日）
  - 富士ファミリー2017（2017年1月3日）
- 早子先生、結婚するって本当ですか?（2016年5月5日 - 6月16日、フジテレビ） - 三田凪太郎 役[10]
- 地域発ドラマ（NHK BSプレミアム）
  - 山口発地域ドラマ「朗読屋」（2017年1月18日、NHK山口） - 主演・西園寺マモル 役
  - 鹿児島発地域ドラマ「この花咲くや」（2022年3月16日、NHK鹿児島） - 津村幸次郎 役[11]
- 金田一耕助シリーズ（NHK BSプレミアム） - 主演・金田一耕助 役
  - 悪魔が来りて笛を吹く（2018年7月28日、スーパープレミアム）[12]
  - 八つ墓村（2019年10月12日、スーパープレミアム）[13]
  - 犬神家の一族 前編・後編（2023年4月22日・29日、NHK BSプレミアム・NHK BS4K）[14]
- tbcテレビ60周年記念ドラマ「小さな神たちの祭り」（2019年11月20日、東北放送） - 伊藤玄次 役
- 福岡放送開局50周年記念スペシャルドラマ 「天国からのラブソング」（2020年3月15日、福岡放送） - 藤谷拓稔 役[15]
- 連続テレビ小説 エール（2020年10月、NHK総合） - 永田武 役[16][17]
- エアガール（2021年3月20日、テレビ朝日） - 松木静男 役
- やさしい猫（2023年6月24日 - 7月29日、NHK総合） - 上原賢一 役[18]
- コタツがない家（2023年10月18日 - 12月20日、日本テレビ） - 深堀悠作 役[19][20]

### 配信ドラマ
- 新聞記者（2022年1月13日配信、Netflix）- 鈴木和也 役

### 映画
- 八つ墓村（1977年） - 寺田辰弥（少年時代） 役
- 遙かなる山の呼び声（1980年） - 風見武志 役
- 男はつらいよシリーズ（1981 - 97年、2019年） - 諏訪満男 役　
  - 男はつらいよ 浪花の恋の寅次郎（1981年）
  - 男はつらいよ 寅次郎紙風船（1981年）
  - 男はつらいよ 寅次郎あじさいの恋（1982年）
  - 男はつらいよ 花も嵐も寅次郎（1982年）
  - 男はつらいよ 旅と女と寅次郎（1983年）
  - 男はつらいよ 口笛を吹く寅次郎（1983年）
  - 男はつらいよ 夜霧にむせぶ寅次郎（1984年）
  - 男はつらいよ 寅次郎真実一路（1984年）
  - 男はつらいよ 寅次郎恋愛塾（1985年）
  - 男はつらいよ 柴又より愛をこめて（1985年）
  - 男はつらいよ 幸福の青い鳥（1986年）
  - 男はつらいよ 知床慕情（1987年）
  - 男はつらいよ 寅次郎物語（1987年）
  - 男はつらいよ 寅次郎サラダ記念日（1988年）
  - 男はつらいよ 寅次郎心の旅路（1989年）
  - 男はつらいよ ぼくの伯父さん（1989年）
  - 男はつらいよ 寅次郎の休日（1990年）
  - 男はつらいよ 寅次郎の告白（1991年）
  - 男はつらいよ 寅次郎の青春（1992年）
  - 男はつらいよ 寅次郎の縁談（1993年）
  - 男はつらいよ 拝啓車寅次郎様（1994年）
  - 男はつらいよ 寅次郎紅の花（1995年）
  - 男はつらいよ 寅次郎ハイビスカスの花 特別篇（1997年）
  - 男はつらいよ お帰り 寅さん（2019年）
- キネマの天地（1986年） - 満男 役
- 優駿 ORACION（1988年） - 田野誠 役
- 八月の狂詩曲（1991年） - 縦男 役
- リトル・シンドバッド 小さな冒険者たち（1991年） - コック長 役
- まあだだよ（1993年） - 高山の息子 役
- ラストソング（1994年） - 主演・稲葉一矢 役
- 青空に一番近い場所（1994年） - 主演・北川俊太郎 役
- 学校シリーズ
  - 学校II（1996年） - 緒方高志 役
  - 学校III（1998年） - 山本 役
- 虹をつかむ男シリーズ  - 平山亮 役
  - 虹をつかむ男（1996年）
  - 虹をつかむ男　南国奮斗篇（1997年）
- 鉄道員（ぽっぽや）（1999年） - 杉浦秀男 役
- 雨あがる（2000年） - 榊原権之丞 役
- ジュブナイル（2000年） - 坂本祐介（20年後） 役
- 釣りバカ日誌12 史上最大の有給休暇（2001年） - 上杉晋 役
- 海は見ていた（2002年） - 房之助 役
- 阿弥陀堂だより（2002年） - 中村医師 役
- 障害者イズム このままじゃ終われない -自立への2000日-（2003年） - ※ナレーション
- 半落ち（2004年） - 藤林圭吾 役
- 隠し剣 鬼の爪（2004年） - 島田左門 役
- 花とアリス（2004年） - 泣きの演技指導者 役 ※声のみ
- またの日の知華（2005年） - 純一 役
- 四日間の奇蹟（2005年） - 主演・如月敬輔 役
- 三丁目の夕日 シリーズ - 主演・茶川竜之介 役
  - ALWAYS 三丁目の夕日（2005年）
  - ALWAYS 続・三丁目の夕日（2007年）
  - ALWAYS 三丁目の夕日'64（2012年）
- 博士の愛した数式（2006年） - 先生（19年後のルート）役
- ダメジン（2006年） - 花沢 役
- ゴールデンスランバー（2010年） - 森田森吾 役
- はやぶさ 遥かなる帰還（2012年） - 森内安夫 役
- 小さいおうち（2014年） - 板倉正治 役
- グラスホッパー（2015年11月7日、KADOKAWA / 松竹） - 槿 役
- 64 -ロクヨン- 前編・後編（2016年5月7日、6月11日、東宝） - 幸田一樹 役[21]
- ふたりの桃源郷（2016年5月14日、山口放送 / ウッキー・プロダクション） - ※ナレーション
- 海賊とよばれた男（2016年12月10日、東宝） - 東雲忠司 役[22]
- 追憶（2017年5月6日、東宝） - 山形光男 役[23]
- Fukushima 50（2020年、松竹/KADOKAWA）- 前田拓実 役[24]
- 宇宙でいちばんあかるい屋根（2020年9月4日、KADOKAWA） -  大石敏雄 役[25]
- 護られなかった者たちへ（2021年10月1日、松竹） - 上崎岳大 役[26]
- 峠 最後のサムライ（2022年6月17日[注 18]、松竹 / アスミック・エース） - 岩村精一郎 役[29]
- 川っぺりムコリッタ（2022年9月16日、KADOKAWA） - 溝口健一 役
- Dr.コトー診療所（2022年12月16日、東宝） - 主演・五島健助 役[30]
- Winny（2023年3月10日、KDDI／ナカチカ） - 仙波敏郎 役[31]
- ゴジラ-1.0（2023年11月3日、東宝） - 野田健治 役[32]
- 雪の花 -ともに在りて-（2025年1月24日、松竹） - 大武了玄 役[33]
- 秒速5センチメートル（2025年10月10日公開予定、東宝） - 小川龍一 役[34]

### 劇場アニメ
- 雲のむこう、約束の場所（2004年） - 主演・藤沢浩紀 役
- 手塚治虫のブッダ -赤い砂漠よ!美しく-（2011年） - 主演・シッダールタ 役[35]
  - BUDDHA2 手塚治虫のブッダ -終わりなき旅-（2014年） - 主演・シッダールタ 役[36]

### テレビアニメ
- 戦争童話集「忘れてはイケナイ物語り」「ぼくの防空壕」（1998年頃、NHK） - ナレーション
- てれび絵本「ギ・ギ・ギ」（2005年、NHK教育テレビ） - 語り
- スキマの国のポルタ（2006年 - 2007年、NHK教育テレビ） - 語り

### OVA
- 白い犬のジェイク（アスワン・エンタテインメント） - ナレーション
  - 白い犬のジェイク しあわせって なあに?（2005年）
  - 白い犬のジェイク ジェイク空へ!（2006年）

### ラジオドラマ
- みどりの夏〜きっとあなたに（1989年11月23日、NSB）

### テレビ番組
以下、特記のない限りナレーター
- 北の国から関連（フジテレビ）
  - 北の国から あれから15年（1996年、蛍役 中島朋子と対談）
  - 北の国から 記憶（2002年、総集編）
  - ドキュメンタリー“北の国から”（2002年9月9日、「2002遺言」の舞台裏を中心とする）
- 新日本探訪 シリーズ時を越えて3 帰郷19歳の夏〜雲仙普賢岳〜（1999年8月15日、NHK総合テレビ）
- にんげんドキュメント 負けたらあかん 〜定時制・西宮西高校ボクシング部〜（2000年8月3日、NHK総合テレビ）
- ハイビジョンスペシャル 煙はるかに 世界SL紀行 第3回「“前進号”1000キロを行く〜中国・内モンゴル自治区〜」（2001年8月31日、NHK総合）
- 地球エコ2008 水の星（2008年1月1日、NHK総合）
- あたたかい雪（2008年3月29日、東海テレビ）
- キレイのタネ（2008年10月9日 - 2010年3月27日、フジテレビ）
- 若き日の黒澤明（2009年3月22日、WOWOW）
- 民教協スペシャル「少年たちは戦場へ送られた」（2010年2月11日、信越放送） - 語り
- 母の絵日記（2010年5月9日、東海テレビ）
- Mi/Do/Ri 〜緑遊のすすめ〜（2010年9月12日、NHK-BS2）
- ひとりぼっちのニホンカワウソ（2013年12月14日、NHK総合）
- 季節の海"RAUSU"（2014年5月18日、北海道放送制作、TBS系列13局）
- 日本のVFXを変えた男 ヒットメーカー 山崎貴の挑戦（2016年12月29日、NHK BS プレミアム）山崎貴と対談
- ETV特集「日本の原爆開発〜未公開書簡が明かす仁科芳雄の軌跡〜」（2021年8月7日、NHK教育テレビ）[37]

### ショートムービー
- Good Luck（2012年） - カメラ先生 役 ※BUMP OF CHICKENのCD 「グッドラック」 初回特典DVD収録

### PV
- BUMP OF CHICKEN 「グッドラック」（2012年1月18日）

### CM
- たくぎん（1991年 - 1993年）
  - 「夢」篇
  - 「宝物」篇
  - 「手紙」篇
  - 「ときめき」篇
  - 「海辺」篇
  - 「カウンター」篇
  - 「花火」篇
  - 「列車」篇
- NTT（1996年 - 1997年）
  - 「つながってること」男篇
  - 「つながってること2」男篇
  - 「伝えたい気持ち」篇
- サントリー
  - 「とっておき果実のお酒 シリーズ」（1996年 - 2001年）
    - 「台湾 ライチの里」篇
    - 「北海道産の夕張メロン酒」篇
    - 「栃木産の女峰いちご酒」篇
    - 「紀州産の南高梅酒」篇
    - 「大分産の温州みかん酒」篇
    - 「フロリダ産のグレープフルーツ酒」篇
    - 「山形産の洋なし酒」篇
    - 「熊本とよのか苺の里」篇
    - 「山形産のさくらんぼ酒」「熊本産のすいか酒」篇
    - 「青森産の青りんご酒」篇
    - 「カリフォルニア・ネーブルオレンジの旅」篇
    - 「福島豊水梨の里」篇
    - 「カナダ・カシスの国」篇
    - 「女峰苺酒  春  2商品」篇
    - 「アシカ２品」篇

  - 鏡月グリーン
    - 「月とソラクサン」篇（2004年）

  - モルツ（2007年 - ）　
    - 「いい町を感じた」篇（2007年4月6日 - ）
    - 「引越した 」篇 （2007年4月15日 - ）
    - 「やっと飲めた」篇 （2007年5月1日 - ）
    - 「手伝った」篇（2007年7月1日 - ）　

  - ボス「宇宙人ジョーンズの地球調査シリーズ 」
    - 「駅員編」（2011年4月 - ）

  - ウーロン茶（ナレーション 2012年 - ）
    - 「パス」篇
    - 「フェイント」篇
    - 「見えない花束」篇
- SHARP エコロジーライフ宣伝キャンペーン（ナレーション 2004年2月29日 - 2008年）
  - 「アクオスと猫」篇
  - 「サンビスタと猫」篇
  - 「なべピカさらピカと猫」篇
  - 「消え～ると猫」篇
  - 「サンビスタとカモメ」篇
  - 「なべピカをプレゼント」篇
  - 「サンビスタと夢」篇
  - 「アクオス 亀山工場」篇
  - 「アクオス 大画面でも省エネ」篇
  - 「エコロジークラス宣言」篇
  - 「省エネ家電」篇
  - 「太陽光発電」篇
  - 「太陽ってすごい」篇
- NTT東日本（ナレーション 2005年 - 2007年）
  - 「あたりまえを、もっと、ずっと」
    - 「全國一律」篇（2005年12月12日 - ）
    - 「上京」篇（2005年12月12日 - ）
    - 「保守」篇（2006年1月1日 - ）　
    - 「雨の日」篇（2006年2月1日 - ）　

  - 「光で、安心を、もっと。」
    - 「子供の安心」篇（2006年3月 - ）
    - 「実習生ユイの想い」篇（2006年3月25日 - ）
    - 「災害対策」篇（2006年9月8日 - ）　
    - 「家政科学生ユイの想い」篇（2006年9月8日 - ）

  - 「光は、あなたへ。」
  - 「光は、いつもそばに。」
    - 「娘の一人暮らし」篇（2007年2月23日 - ）　
    - 「一人暮らしのユイ」篇（2007年2月23日 - ）
    - 「みんなの光生活」篇（2007年2月23日 - ）
- サンドラッグ 「誰かの陽だまりになろう。」篇（2007年6月1日 - 2008年5月）
- ヤマサ醤油株式会社　　　
  - 「昆布つゆ」（2007年 - ）　　
    - 「ぶりで こんぶツーユー」篇（2007年10月18日 - 12月）
    - 「かぼちゃで こんぶツーユー」篇（2007年12月）
    - 「冷たい麻生さん」篇（2008年5月21日 - 2008年7月10日）
    - 「鍋奉行 麻生さん」篇（2008年10月17日 - ）
    - 「かぼちゃ会議」篇（2008年12月中旬 - ）
    - 「ブログ」篇（2009年5月15日 - 7月）
    - 「はなれられない」篇（2009年10月7日 - ）
    - 「お品書き」篇（2010年6月7日 - ）
- Microsoft　Microsoft x ALWAYS 三丁目の夕日'64（2012年 - ）
- ダイハツ「日本のどこかで」（2012年7月 - ）
  - 「故郷の島」篇
  - 「妻の思い」篇
  - 「実家の仕事」篇
  - 「完成」篇
- NCN「耐震住宅100％」（ナレーション 2014年10月1日 - ）
- JAバンク「農業 loves you」（ナレーション 2016年 - ）
  - 「ミニトマト」篇
  - 「ゆず」篇
  - 「エゴマ」篇
  - 「べにふうき」篇
  - 「きゅうりタウン」篇
  - 「トマトの一生」篇
- dTV「ティザー篇」（ナレーション　2016年 - ）
- LIXIL「リシェルプラット」
  - 「キッチンで暮らしましょう。」（ナレーション　2016年 - ）
- キリンビール「麒麟 発酵レモンサワー」（2022年3月 - ）[38]
  - 「移住夫婦篇」（2022年3月12日 - ）
  - 「乾杯の理由篇」（2022年3月21日 - ）
- ACジャパン
  - 「またお父さんと」（支援キャンペーン）（支援団体：あしなが育英会、ナレーション、2022年度）

## ディスコグラフィー

### シングル
| 発売年月日       | レーベル         | 規格             | 規格品番         | 面               | タイトル                                | 備考                                |
| 吉岡ひでたか名義 | 吉岡ひでたか名義 | 吉岡ひでたか名義 | 吉岡ひでたか名義 | 吉岡ひでたか名義 | 吉岡ひでたか名義                        | 吉岡ひでたか名義                    |
| ---------------- | ---------------- | ---------------- | ---------------- | ---------------- | --------------------------------------- | ----------------------------------- |
| 1976年           | ビクター音楽産業 | EP               | KV-45            | A                | ユミちゃんの引越し 〜さよならツトム君〜 | 川橋啓史 & 大塚佳子の同名曲のカバー |
| 1976年           | ビクター音楽産業 | EP               | KV-45            | B                | ネコという名前の猫                      |                                     |
| 1977年6月        | 日本コロムビア   | EP               | SCS-357          | A                | 名物おばあちゃん（台詞：野沢雅子）      |                                     |
| 1977年6月        | 日本コロムビア   | EP               | SCS-357          | B                | パパが出張から帰ったら                  | 味の素冷凍食品CMソング              |
| 1977年           | ビクター音楽産業 | EP               | KV-49            | A                | お酒でロックンロール                    |                                     |
| 1977年           | ビクター音楽産業 | EP               | KV-49            | B                | パパと僕のワルツ                        |                                     |
| 吉岡秀隆名義     |                  |                  |                  |                  |                                         |                                     |
| 1994年1月7日     | ポニーキャニオン | 8cmCD            | PCDA-505         | 1                | ラストソング                            | 映画『ラストソング』主題歌          |
| 1994年1月7日     | ポニーキャニオン | 8cmCD            | PCDA-505         | 2                | 光あるうちに行け                        | 映画『ラストソング』挿入歌          |
| 1994年4月21日    | ポニーキャニオン | 8cmCD            | PCDA-564         | 1                | 月                                      |                                     |
| 1994年4月21日    | ポニーキャニオン | 8cmCD            | PCDA-564         | 2                | 僕を探しに                              |                                     |

### アルバム
| 発売年月日       | レーベル         | 規格             | 規格品番         | タイトル                                                              |
| 吉岡ひでたか名義 | 吉岡ひでたか名義 | 吉岡ひでたか名義 | 吉岡ひでたか名義 | 吉岡ひでたか名義                                                      |
| ---------------- | ---------------- | ---------------- | ---------------- | --------------------------------------------------------------------- |
| 1976年           | ビクター音楽産業 | LP               | JBX-114          | ユミちゃんの引越し・山口さんちのツトム君 みなみらんぼうのこどものうた |
| 吉岡秀隆名義     |                  |                  |                  |                                                                       |
| 1994年1月21日    | ポニーキャニオン | CD               | PCCA-492         | ラストソング オリジナルサウンドトラック                               |
| 1994年5月20日    | ポニーキャニオン | CD               | PCCA-568         | 分岐点                                                                |
| 1996年3月21日    | ポニーキャニオン | CD               | PCCA-896         | つづく                                                                |
| 2002年7月24日    | Jomon Records    | CD               | JR-1             | 裏                                                                    |

## 受賞歴
- 第3回日刊スポーツ映画大賞・石原裕次郎賞 助演男優賞（1990年）『男はつらいよ ぼくの伯父さん』
- 第14回 日本アカデミー賞 優秀助演男優賞（1991年）『男はつらいよ ぼくの伯父さん』『男はつらいよ 寅次郎の休日』[39]
- 第18回 日本アカデミー賞 優秀助演男優賞/話題賞（1995年）『ラストソング』[40][41]
- 第51回毎日映画コンクール 男優助演賞（1996年）『学校II』
- 第20回 日本アカデミー賞 優秀助演男優賞（1997年）『学校II』[42]
- 第38回ザテレビジョンドラマアカデミー賞 主演男優賞（2003年）『Dr.コトー診療所 第1期』[43]
- 第28回 日本アカデミー賞優秀助演男優賞（2005年）『隠し剣 鬼の爪』[44]
- 第29回 日本アカデミー賞最優秀主演男優賞（2006年）『ALWAYS 三丁目の夕日』[45]
- 第31回 日本アカデミー賞最優秀主演男優賞（2008年）『ALWAYS 続・三丁目の夕日』[46][47]